# Якубовски, Бернд
Бернд Якубовски (нем. Bernd Jakubowski; 10 декабря 1952, Росток, ГДР — 25 июля 2007, Дрезден, Германия) — немецкий футболист, вратарь. Выступал за клубы «Ганза» (Росток) и «Динамо» (Дрезден). Серебряный призёр Олимпийских игр 1980 года в составе команды ГДР.

## Биография
Воспитанник футбольного клуба «Ганза» из Ростока. Выступал за юношескую сборную ГДР на международных турнирах. 2 октября 1971 года дебютировал в Оберлиге в матче против Ризской «Стали». Выступал за команду с 1971 по 1976 год. В 1976 году стал игроком дрезденского «Динамо», где выступал до завершения карьеры. В составе клуба провёл более 180 матчей в чемпионатах и кубках ГДР, а также в еврокубках.
В 1980 году вместе с командой ГДР стал серебряным призёром Олимпийских игр в Москве. Сыграл за команду один матч в групповом этапе турнира против сборной Сирии.
19 марта 1986 года Якубовски вышел в стартовом составе «Динамо» в ответном мачте четвертьфинала Кубка обладателей кубков против команды из ФРГ «Байер Юрдинген». Пропустил один мяч на тринадцатой минуте, в то время как «Динамо» забило в ворота соперника три. Незадолго до того, как был забит третий мяч, Якубовски получил перелом плеча, пытаясь забрать мяч после подачи и столкнувшись с игроком «Байера». Вратарь доиграл первый тайм с обезболивающими уколами, во время перерыва в раздевалке просил сделать ещё укол, однако врачи не стали рисковать здоровьем Бернда, так как уже вкололи максимальную дозу. Вместо него во втором тайме вышел молодой вратарь Йенс Рамме, который пропустил 6 мячей, и дрезденцы покинули кубок. Для Якубовски этот матч стал последним в карьере — травма не позволила ему продолжить играть в футбол.
После завершения карьеры работал в дрезденском клубе на различных административных позициях. В 1989 году возглавлял дубль клуба как главный тренер. Умер в Германии в 2007 году в возрасте 54 лет от рака.